# Scoglio Cappello
Lo scoglio Cappello è un'isola dell'Italia, nel Lazio.